# Le Pont sur la Drina
 (août 2025).
Le Pont sur la Drina (en serbo-croate-bosnien: Na Drini ćuprija) est un roman historique du lauréat du prix Nobel de littérature Ivo Andrić, paru en 1945.

## Résumé
Dans Le Pont sur la Drina, l'auteur Ivo Andrić nous plonge au cœur de la ville de Višegrad, petite bourgade sur la Drina, aux confins de la Bosnie, du Sandjak de Novipazar et de la Serbie, où se dresse majestueusement un pont qui enjambe la rivière Drina. Ce pont, construit au XVIe siècle sur l'ordre du grand vizir Mehmed Pacha Sokolović, devient le témoin silencieux de plus de trois siècles d'histoire tumultueuse.
À travers le regard impassible de ce monument de pierre, Andrić raconte les destins croisés des habitants de la région, qu'ils soient musulmans, chrétiens ou juifs. Il explore les tensions ethniques, les guerres, les amours et les tragédies qui jalonnent l'existence de ces communautés, unies par le pont qui les relie.
Au fil des pages, ce pont devient bien plus qu'une simple construction : il symbolise la continuité de la vie face aux bouleversements historiques, la résistance des traditions, la résilience, et la complexité des relations humaines dans une région marquée par la diversité et le conflit.
En narrant le quotidien des gens et les peurs et les espoirs qui les habitent, Le Pont sur la Drina offre une réflexion profonde sur la nature humaine et l'inexorable passage du temps.

## Traductions françaises
- Il est un pont sur la Drina : Chronique de Vichégrad, traduit par Georges Luciani, Paris, Plon, 1961
- Le Pont sur la Drina, traduit par Pascale Delpech, Paris, Belfond, 1999 ; réédition, Paris, LGF, coll. « Le Livre de poche » no 14110, 1997  (ISBN 2-253-14110-0) ; réédition, Paris, LGF, coll. « Le Livre de poche. Biblio » no 3321, 1999  (ISBN 2-253-93321-X)